# Black Rock (Great Salt Lake)

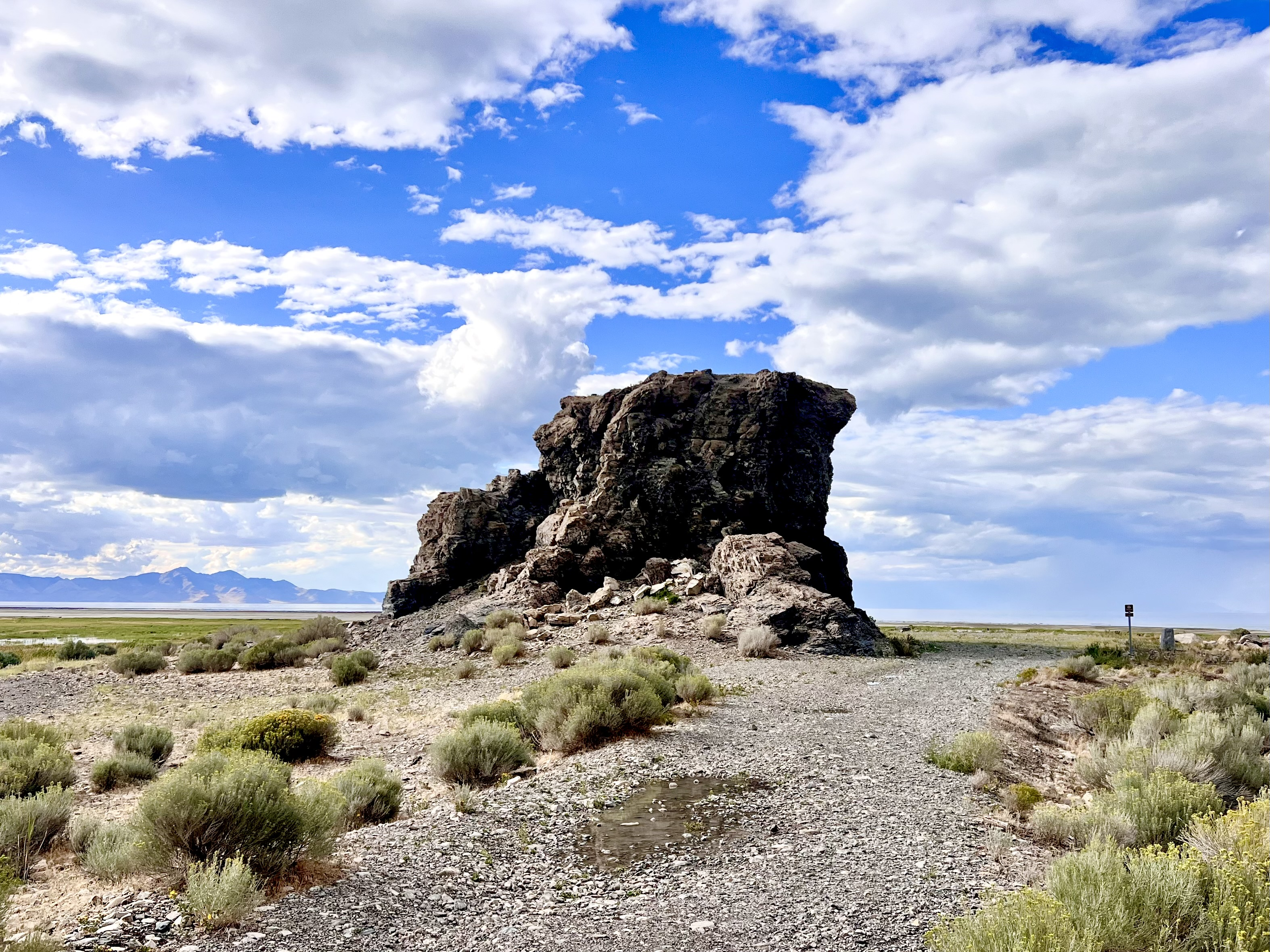
Black Rock, 2023

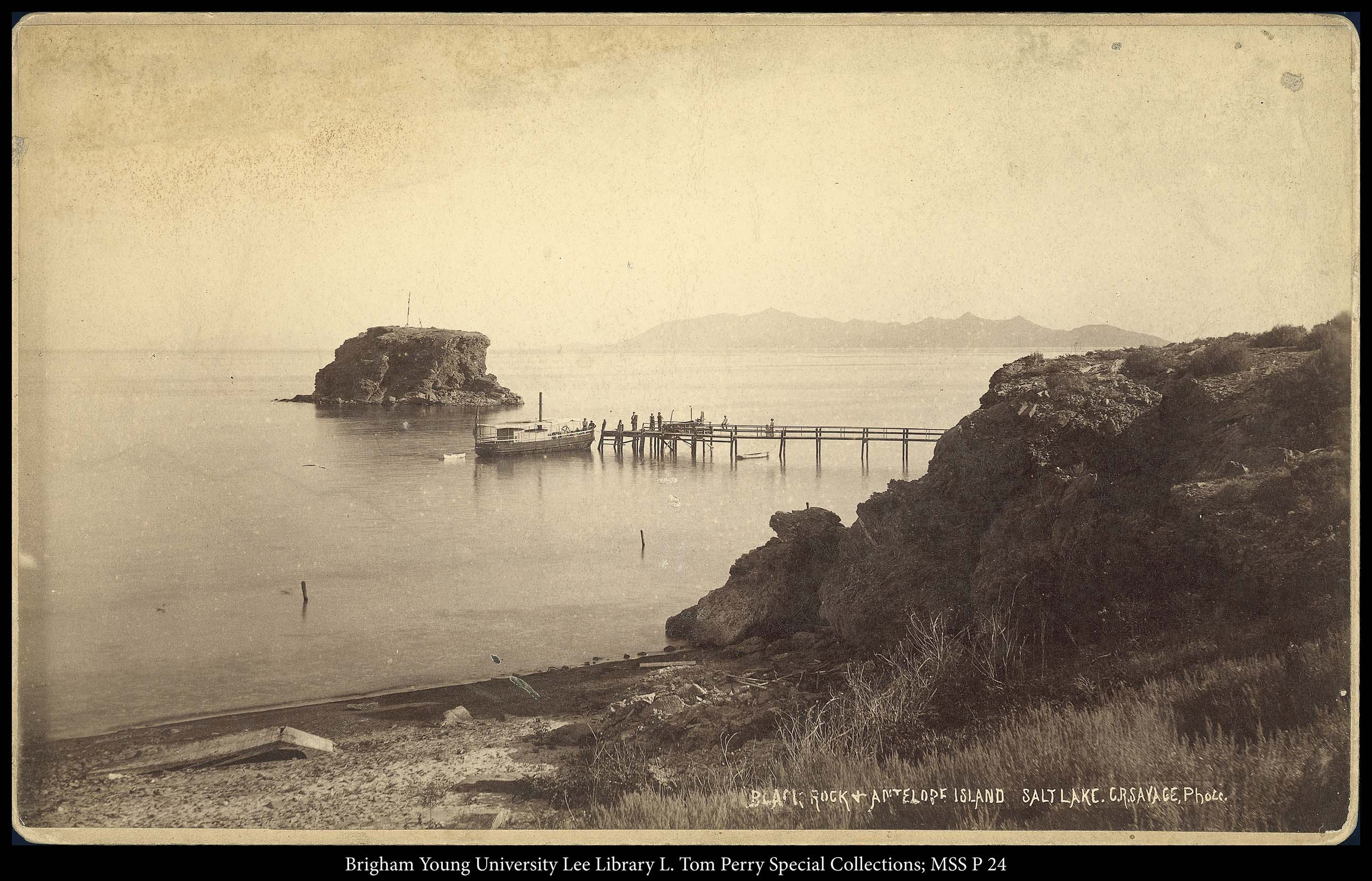
Black Rock in der Zeit etwa 1875 bis 1890. Weiter im Hintergrund: Antelope Island.

Der Black Rock ist eine Sehenswürdigkeit am Great Salt Lake 20 km westlich von Salt Lake City. Der Felsen befand sich im 19. Jahrhundert im See. Hier befand sich in früheren Zeiten auch ein Badeort mit einer kleinen Seebrücke. Der Felsen war ein Motiv für Gemälde vieler Künstler.